# Шамсудинов, Рамазан Шамсудинович
Рамазан Шамсудинович Шамсудинов (9 мая 1988, Местерух, Ахвахский район, Дагестанская АССР, РСФСР, СССР) — российский борец вольного стиля.

## Спортивная карьера
Вольной борьбой начал заниматься с 7 лет в родном селе Местерух. В 1999 году семья Шамсудиновых переехала в Хасавюрт, и Рамазан продолжил тренироваться в училище олимпийского резерва под руководством тренера Сайгидахмеда Магомедова. На юниорском уровне у Рамазана не было серьезных результатов, и из-за всё больше тревожившей травмы спины Рамазан ненадолго бросает занятия борьбой. По предложению дальнего родственника перебрался в Ставрополь, вылечил травму и набрал неплохую форму. В 2010 году он вернулся на ковёр и сразу занял третье место на турнире на призы Магомеда Исагаджиева в с. Леваши. Впечатлённый его борьбой, директор хасавюртовского спорткомплекса имени Г. Гамидова Имам Умаханов пригласил его в школу имени Ш. Умаханова. На чемпионате России 2011 года в Якутске он стал бронзовым призёром. В 2012 в составе сборной России занял 4 место на Кубке мира. В 2014 году представлял Россию на Кубке мира в Лос-Анджелесе, где занял второе место.

## Спортивные результаты на крупных турнирах
- Чемпионат России по вольной борьбе 2011 — ;
- Кубок мира по борьбе 2012 — 9;
- Кубок мира по борьбе 2014 — ;
- Чемпионат России по вольной борьбе 2015 — 26;